# Землекоп короткодзьобий
Землекоп короткодзьобий (Geositta antarctica) — вид горобцеподібних птахів родини горнерових (Furnariidae). Мешкає в Аргентині і Чилі.

## Опис
Довжина птаха становить 15-16 см, вага 34-40 г. Забарвлення переважно світле, коричнювате, нижня частина тіла світліша. Хвіст чорний з білими краями. Дзьоб темний, знизу біля основи світліший.

## Поширення і екологія
Короткодзьобі землекопи гніздяться на півдні Аргентини (від Санта-Крусу до Вогняної Землі) та на півдні Чилі (Магальянес). Взимку вони мігрують на північ до Мендоси. Короткодзьобі землекопи живуть в степах та на луках Патагонії, віддають перевагу більш посушливим районам. Зустрічаються на висоті до 1000 м над рівнем моря, поодинці або парами. Живляться комахами, яких шукають на землі. Гніздо чашоподібне, зроблене з трави, розміщується в норі. В кладці 3 яйця.